# Кадиз (Огайо)
Ка́диз (англ. Cadiz /ˈkædɪs/) — деревня на востоке штата Огайо, США. Является административным центром округа Гаррисон. Согласно переписи 2010 года, население города составляет 3353 человек.

## История
Кадиз был основан в 1803 году к западу от пересечения дорог из Питтсбурга и Вашингтона (штат Пенсильвания). Назван в честь испанского города Кадис. В 1813 году был сформирован округ Гаррисон и Кадиз был выбран в качестве административного центра.
К 1840 году население Кадиза превысило тысячу человек, в 1846 году было построено четыре церкви и 21 магазин. Компания «Железная дорога Стьюбенвилла и Индианы» (предшественник компании «Пенсильванская железная дорога») провела железнодорожную ветку через Кадиз 11 июня 1854 года. В 1880 году в Кадизе работали три газеты и три банка.
Первоначально экономика деревни была основана на сельском хозяйстве. В 1889 году в соседнем тауншипе «Green» начался краткий период нефтяного бума, и через станцию Кадиза прошло 120 баррелей нефти. Затем угольная промышленность (шахтным и открытым способом) стала одной из главных отраслью региона в течение всего XX века. Открытие компании Marcellus Shale сделал Кадиз центром по добычи природного газа. Созданный в 2012 году комплекс MarkWest перерабатывает более 5 млн м³ природного газа в день, который затем транспортируется по трубопроводу в город Монт-Белвью, штат Техас.

## Галерея
- Здание Банка округа Гаррисон
- Методистская епископальная церковь
- «Угольный дом». Здание угольной компании Hanna